# Cordyla africana
Cordyla africana là một loài thực vật có hoa trong họ Đậu. Loài này được Lour. miêu tả khoa học đầu tiên.

## Hình ảnh

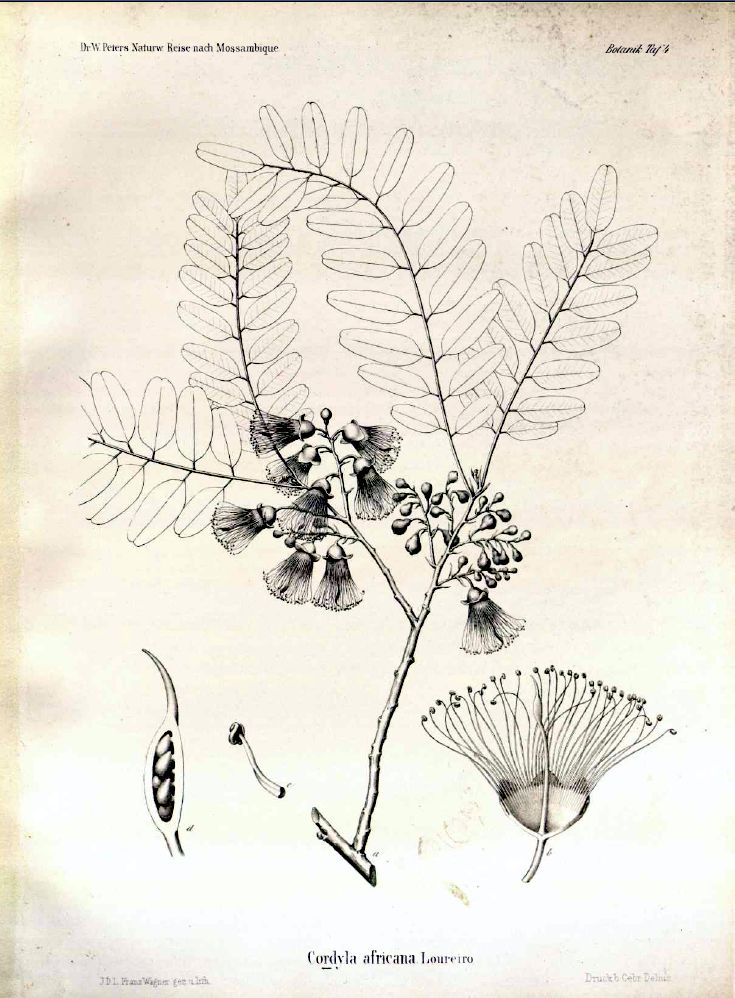